# Znöwhite
Znöwhite war eine US-amerikanische Speed- und Thrash-Metal-Band aus Chicago, die in den 1980er Jahren aktiv war.

## Geschichte
Im Jahr 1981 gründeten die Brüder Ian (Gitarre) und Sparks Tafoya (Bass) mit ihrem Cousin Nicky Tafoya (Schlagzeug), die schon einige Zeit in lokalen Chicagoer Bands zugebracht hatten, eine eigene namens Snowhite. Der Name bedeutet auf Deutsch „schneeweiß“ (im Englischen zugleich auch der Name für Schneewittchen) und war eine ironische Anspielung auf die schwarze Hautfarbe der Bandmitglieder. Sie spielten eine schnelle, harte Version von Speed Metal. Gemanagt wurde das Trio von Ian Tafoya selbst und einer seiner ehemaligen Kommilitoninnen auf der Musikhochschule Columbia College Chicago, der weißen Nicole Lee. Sie konnte nach kurzer Zeit für den Sängerinnenposten gewonnen werden. Beide benutzten für die geschäftlichen Angelegenheiten ihre Klarnamen (die auch als Kontaktadresse auf den ersten Platten angegeben ist), aber für ihre musikalische Betätigung ein Pseudonym. Diese Unterscheidung war notwendig, weil Plattenfirmen und Agenturen oft nicht direkt mit der Band verhandeln wollen. Die übrigen Bandmitglieder zogen mit und verdeutlichten ihr Verwandtschaftsverhältnis mittels gleichlautender Nachnamen.
Ihr erstes Demo nahmen sie 1981 innerhalb von nur sechs Stunden auf. Weil es über einen längeren Zeitraum die Visitenkarte der Band darstellte, wird es auch als Demo '83 zitiert. Als sie es 1983 Brian Slagel von Metal Blade Records schickten, gefiel es ihm so gut, dass er ihr nicht mal zweiminütiges Lied Hell Bent auf seinem Sampler Metal Massacre III neben Hörproben von zum Beispiel Slayer, Virgin Steele und Tyrant platzierte.
Nach enttäuschter Erwartung eines Vertragsangebots von Megaforce Records entschied sich die Band, die Pressung einer selbstfinanzierten Flexi-Single zu veranlassen, wobei man vorgaukelte, bei einem deutschen Label (der erfundenen „EMA Germany“) untergekommen zu sein. Sie enthält zwei Stücke vom ersten Demo sowie eines aus dem zeitgleich entstandenen, aber als Demo '84 in Umlauf gebrachten, zweiten Demo. Die Strategie hinter der Eigeninitiative bestand darin, die kostengünstige, dünne und leichte Klangfolie in großer Stückzahl an Fanzines als Heftbeilagen und an Schallplattenläden als Werbeartikel abzugeben, die so zu Multiplikatoren in Sachen Bekanntheit gemacht werden sollten. Die neuen Aufnahmen beziehungsweise die daraus resultierende breitere Aufmerksamkeit brachten ihr schließlich einen Vertrag mit Enigma Records ein. Die Band schrieb ihren Namen mittlerweile Znöwhite (im Logo „ZnöWhite“) und veröffentlichte ihr erstes Album All Hail to Thee im Januar 1984. Das sieben Titel vorstellende Album war erfolgreich genug, um der Band Auftritte als Vorgruppe von Bands wie Metallica und Raven zu verschaffen. Znöwhite versuchte sich damals als „schnellere Metallica und härtere Motörhead“ zu etablieren.
Vor beziehungsweise nach dem Erscheinungstermin des zweiten, wegen lediglich fünf enthaltenen Liedern (drei neu geschriebene plus zwei von den Hail-Aufnahmen übrig gebliebenen) als Mini-Album zu bezeichnenden Kick 'em When They’re Down im April 1985 verließen Nicky und Sparks Tafoya die Band. Nicky Tafoya wurde noch im Jahr 1984 durch Amp Dawg ersetzt, der aber 1985 von Scott Schafer abgelöst wurde. Unzufrieden mit ihrer Plattenfirma, wechselte Znöwhite zu den kalifornischen Erika Records. Sie brachte dort ein Livealbum namens Live Suicide heraus, das während einer Show in Cleveland aufgenommen worden war und drei neue Stücke enthält. Zwischen 1986 und 1987 verzichtete Nicole Lee auf ihren Künstlernamen und gehörte unter ihrem bürgerlichen Namen Sue Sharp der Besetzung an. In dieser Zeit war intensives Touren angesagt. Einige Male schlossen sie sich D.R.I.-Terminen an und auch ein Celtic-Frost-Konzert soll mit dem ihren zusammengelegt worden sein. All dies war selbst organisiert. Als die Band in Los Angeles erfuhr, dass ihre Plattenfirma noch nicht einmal flankierende Maßnahmen wie die Bewerbung des Livealbums ergriffen hatte, war man erbost und ob der nunmehr ineffektiv erscheinenden Tourstrapazen niedergeschlagen.
Zurück von der Tournee in ihrer Heimatstadt, begannen die Musiker an einem neuen Album zu arbeiten und Probeaufnahmen an für einen Labelwechsel in Frage kommende Unternehmen zu senden. Live und im Studio besetzte in dieser Phase Scott Schafer als Interimslösung den vakanten Schlagzeugerposten, und Alex Olvera war der neue Bassist geworden, allerdings ohne Mitwirkung am Album. Auf diesem übte Schafer die Doppelfunktion als Schlagzeuger und Bassist aus, bei zwei Liedern war es Tafoya, der zusätzlich Bass spielte. Am 1. April 1988 kam Act of God auf Roadrunner Records heraus, auf dessen Hüllenvorderseite der Schriftzug Znöwhite seines Heavy-Metal-Umlauts verlustig gegangen war und Olvera aufs rückseitige Gruppenfoto durfte. Danach kam es zum Bruch mit Nicole Lee. Ian Tafoya suchte eine neue Sängerin und wurde in Person von Debbie Gunn (eigentlich Debbie Gunderson) von Sentinel Beast fündig, während Scott Schafer wieder zum Bass zurückkehrte und John Slattery als Schlagzeuger aufgenommen wurde. Olvera war nicht länger Teil von Znöwhite. Wenige Monate nachdem Debbie Gunn in die Band eingetreten war, verließ sie Znöwhite auch schon wieder, um in die schwedische Frauen-Thrashband Ice Age einzusteigen. Einzig und allein eine Tour hatte sie mitgemacht, auf der sie nicht voll hatte überzeugen können. Zur unglücklichen eigenen personellen Bandsituation hinzu kamen personelle Umstrukturieren innerhalb des Roadrunner-Labels, verbunden mit einer Neuausrichtung auf die heran rollende Death-Metal-Welle aus Florida. Ende 1988 gab Roadrunner noch eine Kompilation mit ihren thrashigen oder artverwandten Vertragsbands heraus, darunter Mucky Pup, Paradox, Slayer, Sacred Reich und eben auch Znöwhite (Baptised by Fire). Aber für eine Band aus der „zweiten Reihe“ war es schwer, im Interessenfokus der Labelbetreuer zu bleiben, weshalb es zum mehr oder weniger erzwungenen Abschied kam.
Somit zerschlugen sich im April 1989 zum ersten Mal die Pläne für das Album Land of the Greed, Home of the Depraved, aus dem im Oktober 1989 erneut avisierten Album wurde wieder nichts. Ian Tafoyas erste Wahl für den Sängerposten war Dawn Crosby, der jedoch an Détente gebunden war. Er stellte daraufhin Brian Troch als neuen Sänger an, die Band hatte aber nun alle optischen Außergewöhnlichkeiten (überwiegend schwarze Musiker, Frontfrau) verloren, sodass ein Neuanfang unter neuem Namen angebracht erschien. Der Auftritt im November 1990 im Central Park Ballroom in Milwaukee im Rahmen des „Fourth Annual Speed Metal Festivals“ war einer der letzten unter dem Schriftzug Znöwhite. Znöwhite/ZnoWhite war in der Folge „Cyclone Temple“. Und Ian Tafoya selbst legte sein Pseudonym ab und machte unter seinem richtigen Namen Greg Fulton weiter. Für alle Beteiligten hieß das, in winzigen New Yorker Clubs quasi ganz von vorne zu beginnen. Ein Jahr nach dem letzten Versuch, Land of the Greed, Home of the Depraved endlich der Öffentlichkeit zugänglich zu machen, ging die Meldung durch die Presse, Znöwhite werde unter neuem Namen die nächste CD auf Combat veröffentlichen, was 1991 tatsächlich geschah. Die Liedliste ist nahezu identisch mit dem nicht umgesetzten Znöwhite-Vorhaben, heißt jedoch I Hate Therefore I Am nach dem einen hinzugefügten Lied, während das andere hinzugefügte, Words are Just Words, die Single- und Videoauskopplung wurde.
Im Jahr 1998 kamen ihre ersten beiden Veröffentlichungen All Hail to Thee und Kick 'em When They’re Down bei Axe Killer Records auf einer CD vereint neu heraus.

## Stil

### Musik
Bei Allmusic ist der Stil klar als Speed Metal definiert. Als eine von der New Wave of British Heavy Metal inspirierte kraftstrotzende Speed-Metal-Variante beschreibt ihn musicmight.com. Act of God sei ihr bestes Werk und darüber hinaus eins der erlesensten Thrash-Alben überhaupt. Ähnlich sieht es Matthias Herr in seinem Heavy Metal Lexikon Vol. 4. Znöwhite sei eine Speed- und Thrash-Metal-Band gewesen mit zuletzt „prachtvoller Rasanz“ beim Thrash-Meilenstein Act of God. Die Encyclopedia of Popular Music geht von Power Metal aus, der bald heavier und damit zum Thrash Metal wurde. Im Band US Metal Vol. 1 wird anhand des Debütalbums Znöwhite die Kunst, voranpreschenden Thrash ohne „dröges Speedgebolze“ hervorzubringen, zugeschrieben.
Im Metal Hammer verglich Metal Mike Blim die Band mit Hawaii. Auf All Hail to Thee werde Speed Metal mit einer Verschnaufpause (Never Felt Like This) geboten. Sein Kollege Oliver Klemm lobte die „geschickte Mischung aus Härte, Aggressivität und Geschwindigkeit“.
Bezüglich Kick 'em When They’re Down bemerkte Metal Harry (ebenfalls im Metal Hammer), es gäbe Speed Metal und Heavy Metal im Wechsel. Too Late bewege sich im Exciter-Geschwindigkeitsmodus. Insgesamt sei aber alles „recht einfältig“.
Andrea Nieradzik meinte im Metal Hammer zu Act of God, es handele sich um Speed Metal, bei dem anerkannt werden müsse, dass man selten Musiker höre, die bei einer derartigen Geschwindigkeit sauber und punktgenau spielen. Der markante Gesang sei aggressiv, bisweilen ins Punkige hineinreichend. Er stehe stark im Vordergrund, wodurch die Gitarren ihre Power nicht ausreichend demonstrieren könnten.
Martin Popoff schrieb in seinem Buch The Collector’s Guide of Heavy Metal Volume 2: The Eighties über All Hail to Thee, dass hierauf eine Mischung aus Thrash- und Speed-Metal zu hören ist, die dem damals aktuellen Standard entsprach. Kick 'em When They’re Down sei bedeutend schlechter und sei viel schwerer zu erhalten als das Debütalbum. Auf Act of God sei die Geschwindigkeit der Lieder meist sehr hoch, wobei der Einsatz von Doublebass charakteristisch sei. Die Musik klinge wie eine Mischung aus Metallica und Veröffentlichungen von Shrapnel Records. Diese erscheine aus heutiger Sicht etwas altbacken, sei jedoch immer noch als technisch anspruchsvoll zu bewerten.
Auf der Innenhülle von Act of God dankt die Band Phil Lynott für die Inspiration.

### Texte
Matthias Herr bescheinigt den Texten politisches Engagement. Er hebt Pure Blood hervor, das von den auch in Amerika anzutreffenden Neonazis handele. Von gelungenen Texten, bei denen es inhaltlich um Krieg (War Machine), Ungerechtigkeit, den Kultfilm Mad Max (Thunderdome), Gesellschaftsprobleme und die Nazi-Ideologie (Pure Blood) gehe, und die außerdem hervorragend zur treibenden, ungestümen und wütenden Musik passten, schreibt metalinvader.net.

### Artwork
Die Cover-Gestaltung von All Hail to Thee besorgten Tim Fornier und Brian McBean, der u. a. im Jahr zuvor für Enigma Records ein Cover von 45 Grave gestaltet hatte. Eine Diagonale teilt die Fläche der Schallplattenhülle von der Rückseite über den Rücken hin zur Vorderseite in zwei Bereiche, von denen einer schwarz, der andere rot ist. Nur auf diesem Cover befindet sich ein Märchenbezug, ansonsten wird nirgends die Assoziation zu Snowhite (Schneewittchen) hergestellt oder verstärkt. Auf der Rückseite befindet sich oberhalb der Besetzungsangabe eine Initiale: Über der schwarzen Silhouette eines Schlosses ist das eckige Schnörkel-Z des Vorderseiten-Logos, diesmal in kontrastierendem Weiß, montiert. Die Totenkopf-Zeichnung auf Kick 'em When They’re Down entspricht mehr der Ikonografie der Metal-Szene. Für die zusammengefasste CD-Neuausgabe beider Alben wurde folglich das letztere Motiv gewählt.
Wieder eher untypisch fiel das Cover-Artwork von Act of God aus: Eine alte vor eine graublaue Strandimpression montierte Frau mit pink reflektierender Badekappe, deren Gesicht grell-gelb angestrahlt wird, hält eine 8er-Billardkugel vor ihr Kinn und gewissermaßen dem Betrachter entgegen. Darüber schreibt Rüdiger Abend in US Metal Vol. 1, es sei ein „skurriler“ Anblick und im Grunde genommen ein Schwachpunkt. „[D]en Sinn hat bis heute keiner entschlüsselt“, merkt er an. Matthias Herr behauptet sogar, mit diesem Cover hätte selbst „Metallica keine Scheibe verkauft. Die fast völlig unbekannten Znowhite erst recht nicht.“

## Diskografie
- 1981: Demo '81/'83 (auch unter dem Titel Hell Bent) (Demo, als Snowhite)
- 1983: Metal Massacre Vol. III (Kompilation, Beitrag Hell Bent, Metal Blade Records)
- 1983: Live for the Weekend (8″-Single, als Snowhite, EMA Germany)
- 1984: Demo '84 (auch unter dem Titel Do or Die) (Demo)
- 1984: All Hail to Thee (Album, Enigma Records/Steamhammer)
- 1985: Kick 'em When They’re Down (Mini-Album, Enigma Records)
- 1986: Live Suicide (Livealbum, Erika Records)
- 1988: Act of God (Album, als ZnoWhite, Roadrunner Records)
- 1988: Stars on Thrash (Kompilation, Beitrag Baptised by Fire, Roadrunner Records)
- 1998: ZnöWhite (enthält die beiden Enigma-Veröffentlichungen von 1984/85, Axe Killer Records)
- 2007: ZnöWhite (enthält die beiden Enigma-Veröffentlichungen von 1984/85 und zusätzlich das Livealbum von 1986)